# Ida Gamulin
Ida Gamulin (Split) hrvatska je pijanistica i dobitnica više prestižnih nagrada.

## Životopis
Završivši studij na Muzičkoj akademiji u Zagrebu u klasi Jurice Muraia, usavršava se u inozemstvu s Rudolfom Kererom u Wiemaru, te Stephenom Kovacevichem, Johnom Lillom i Annie Fischer u Londonu. Godine 1983. osvaja nagradu Myra Hess te debitira u Londonu s velikim uspjehom nakon čega slijede pozivi za nastupe u Queen Elizabeth Hallu 1985. i 1987. Od tada započinje zapažena međunarodna karijera; "Izvanredno nadarena pijanistica dokazala se kao vrhunski interpret Bacha i Beethovena...njezin kristalan jasan ton odiše neobičnom toplinom i gracioznošću..." (Daily Telegraph); "Ona je zaista majstor legata i raskošne sonornosti" (The Times).
Nastupala je solistički i uz orkestre u gotovo svim europskim zemljama, Rusiji i SAD-u surađujući s uglednim dirigentima Carlom Richterom, Hartmutom Haenchenom, Nikolajem Aleksejevim, Urošem Lajovicom, kao i s vodećim hrvatskim orkestrima i dirigentima. Također je gošća međunarodnih festivala u Spolettu, Freiburgu, Varni, Dubrovniku, Stratfordu, Janacek festivalu i dr. Snimala je za BBC, CBS, France Musique, S.A. Radio, Bayerische Rundfunk te druge radio i TV stanice. Prvu ploču snima u Londonu (EMI-Mava), te snima za Jugoton i Croatia Records. Njena snimka Brahmsove sonate u fis molu uvrštena je među najbolje izvedbe Brahmsa na američkom Classical music directory.
Za tisak je priredila cjelokupan opus glasovirskih minijatura Dore Pejačević čije stvaralaštvo godinama sustavno promovira. Ugledna hrvatska skladateljska imena (Boris Papandopulo, Milko Kelemen, Anđelko Klobučar, Igor Kuljerić, Ivo Josipović, Berislav Šipuš) na njen poticaj napisali su skladbe koje je s uspjehom praizvela.
Nakon koncerta u Londonu gdje je nastupila uz Marthu Argerich i Stephena Kovacevicha, Ida Gamulin sve češće surađuje u projektima komorne glazbe s poznatim europskim glazbenicima.
Članica je žirija međunarodnih pijanističkih natjecanja i predsjednica hrvatske EPTE (Europske udruge klavirskih pedagoga). Redovni je profesor klavirskog odjela Muzičke akademije u Zagrebu.

## Nagrade i priznanja
- Nagrada “Svetislav Stančić”,
- Specijalna nagrada Freiburg festivala,
- Nagrada Milka Trnina

## Diskografija
- J. Brahms | Dora Pejacsevich, Croatia Records, 1993.
- J. S. Bach | J. Brahms, Croatia Records, 1996.
- Franz Schubert, Hrvatski Katolički radio, 1997.
- Dora Pejacsevich, Zg Zoe Music, 1998
- P. I. Tchaikowsky, Croatia Records, 1999.
- Dora Pejacsevich, Croatia Records, 2001.
- Talijanski capriccio / Italian Capriccio, Croatia Records, 2005.

## Vanjske poveznice
- Službene stranice Ide Gamulin  Arhivirana inačica izvorne stranice od 22. lipnja 2007. (Wayback Machine) (hrv.) (engl.)